# Pharaphodius rugosostriatus
Pharaphodius rugosostriatus är en skalbaggsart som beskrevs av Waterhouse 1875. Pharaphodius rugosostriatus ingår i släktet Pharaphodius och familjen Aphodiidae. Inga underarter finns listade i Catalogue of Life.